# Роддик, Лине
Лине Роддик Хансен (дат. Line Røddik Hansen; род. 31 января 1988, Копенгаген) — датская футболистка, защитница.
Известна по выступлениям за французские клубы «Олимпик» (Лион) и «Тюресо», а также датский «Брондбю» и шведский «Русенгорд».
С 2006 года сыграла более сотни матчей за первую сборную страны.

## Статистика выступлений

### Клубная статистика
| Клуб             | Сезон            | Лига | Лига | Кубок | Кубок | Лига чемпионов | Лига чемпионов | Суперкубок Испании | Суперкубок Испании | Кубок Каталонии | Кубок Каталонии | Итого | Итого |
| Клуб             | Сезон            | Игры | Голы | Игры  | Голы  | Игры           | Голы           | Игры               | Голы               | Игры            | Голы            | Игры  | Голы  |
| ---------------- | ---------------- | ---- | ---- | ----- | ----- | -------------- | -------------- | ------------------ | ------------------ | --------------- | --------------- | ----- | ----- |
| Барселона        | 2016/17          | 20   | 0    | 0     | 0     | 8              | 0              | -                  | -                  | 2               | 1               | 30    | 1     |
| Барселона        | 2017/18          | 3    | 1    | 0     | 0     | 1              | 0              | -                  | -                  | 1               | 0               | 5     | 1     |
| Барселона        | Итого            | 23   | 1    | 0     | 0     | 9              | 0              | 0                  | 0                  | 3               | 1               | 35    | 2     |
| Всего за карьеру | Всего за карьеру | 0    | 0    | 0     | 0     | 0              | 0              | 0                  | 0                  | 0               | 0               | 0     | 0     |